# Staatsanwaltschaft Mosbach
Die Staatsanwaltschaft Mosbach ist als Strafverfolgungsbehörde zuständig für den Bezirk des Landgerichts Mosbach.

## Aufgaben und Zuständigkeit
Entsprechend der Zuständigkeit des Landgerichts Mosbach umfasst der Bezirk der Staatsanwaltschaft die Bezirke der Amtsgerichte Adelsheim, Buchen, Mosbach, Tauberbischofsheim und Wertheim. Im Zuständigkeitsbereich wohnen rund 270.000 Bürger. Der Bezirk erstreckt sich zum einen auf das Gebiet des Neckar-Odenwald-Kreises, zum anderen im Nordosten des Bezirks auf Teile des Main-Tauber-Kreises. Nach der Polizeireform in Baden-Württemberg werden Ermittlungen durch die im Zuständigkeitsbereich des Polizeipräsidiums Heilbronn angesiedelten Dienststellen vorgenommen.
Die Staatsanwaltschaft Mosbach ist der Generalstaatsanwaltschaft in Karlsruhe unterstellt (§ 147 GVG). Sie gehört zum sogenannten badischen Rechtsgebiet, in dem traditionell u. a. in der Ordentlichen Gerichtsbarkeit und bei den Staatsanwaltschaften der „badische Aktenknoten“ zur Bindung der Akten verwendet wird.
Bei der Staatsanwaltschaft Mosbach sind derzeit ein Leitender Oberstaatsanwalt, ein Oberstaatsanwalt, zwei Erste Staatsanwältinnen/Staatsanwälte, neun Staatsanwältinnen und Staatsanwälte sowie zwei Amtsanwältinnen und Amtsanwälte als Strafverfolger tätig. Insgesamt sind bei der Staatsanwaltschaft Mosbach rund 35 Personen beschäftigt. Gemäß dem Organisationsstatut der Staatsanwaltschaften (Verwaltungsvorschrift des Justizministeriums Baden-Württemberg) ist die Staatsanwaltschaft Mosbach als Justizbehörde in mehrere Abteilungen (zwei Ermittlungsabteilungen, eine Vollstreckungsabteilung,  eine Verwaltungsabteilung) gegliedert. Die Ermittlungsabteilungen sind (sachlich) für bestimmte Gebiete des Strafrechts zuständig.

## Geschäftsentwicklung
Wie bei allen Staatsanwaltschaften in Baden-Württemberg sind jährliche Schwankungen des Geschäftsanfalls zu verzeichnen. Die Eingänge haben sich bei mehr als 10.000 Strafermittlungsverfahren gegen namentlich bekannte Beschuldigte aus (sog. Js-Verfahren) eingependelt. Hinzu kommen Verfahren wegen Ordnungswidrigkeiten und Verfahren gegen unbekannte Täter (sog. UJs-Verfahren). Es ergibt sich im Durchschnitt folgende Verteilung (vgl. Bundeszahlen):
| Verfahren                    | Anteil |       |
| ---------------------------- | ------ | ----- |
| gegen bekannte Täter (Js)    | 60 %   |       |
| gegen unbekannte Täter (UJs) | 35 %   |       |
| wegen Ordnungswidrigkeiten   | 5 %    | 100 % |
| – darunter Verkehrssachen    |        | 90 %  |

Aus den Js-Verfahren (100 %) sind folgende Schwerpunkte – nach bisheriger Entwicklung – hervorzuheben:
| Tatvorwurf / Deliktstyp       | Anteil |
| ----------------------------- | ------ |
| vorsätzliche Körperverletzung | 9 %    |
| Diebstahl, Unterschlagung     | 12 %   |
| Betrug, Untreue               | 18 %   |
| Verkehrsstrafsachen           | 22 %   |
| Betäubungsmittelkriminalität  | 8 %    |

In den vergangenen Jahren wurde gegen 1/5 bis 1/4 der beschuldigten Personen Anklage erhoben bzw. eine gerichtliche Entscheidung (v. a. Strafbefehl) beantragt. Die Verfahrenserledigungen (100 %) verteilen sich im Wesentlichen auf:
| Erledigungsart                                                                           | Anteil |
| ---------------------------------------------------------------------------------------- | ------ |
| Anklagen zum Landgericht und                                                             |        |
| Anklagen zu den Amtsgerichten                                                            | 4,6 %  |
| Strafbefehlsanträge (an Amtsgerichte)                                                    | 14,5 % |
|                                                                                          |        |
| Verfahrenseinstellungen                                                                  |        |
| – mit Auflagen (§ 153a StPO)                                                             | 3 %    |
| – bei Jugendlichen / Heranwachsenden (§ 45 JGG) – Anteil bezogen auf die Jugendverfahren | 16,5 % |
| – wegen Geringfügigkeit (§ 153 StPO)                                                     | 3 %    |
| – bei unwesentlicher Nebenstraftat (§ 154 StPO)                                          | 5 %    |
| – kein Tatnachweis (§ 170 Abs. 2 StPO)                                                   | 26,4 % |

Soweit Verfahren mit der Auflage eingestellt wurden, einen Geldbetrag zu zahlen (sog. Bußgelder), flossen gemeinnützigen Einrichtungen und zu einem geringeren Teil der Staatskasse erhebliche Beträge zu.
Ein Verfahren dauert bei der Staatsanwaltschaft Mosbach durchschnittlich 1,5 Monate. Der weit überwiegende Teil der Verfahren wird innerhalb der ersten drei Monate erledigt.
Die Staatsanwaltschaft Mosbach vollstreckt die Entscheidungen der Strafgerichte. Zudem vollstreckt sie gerichtliche Geldbußen, Ordnungs- oder Zwangsgelder, den Wertersatz (bei eingezogenen Gegenständen) sowie die Erzwingungshaft. In Verfahren nach dem JGG ist dagegen der Jugendrichter gleichzeitig Vollstreckungsleiter. Die folgend genannten Zahlen der Staatsanwaltschaft Mosbach entsprechen im Wesentlichen dem langjährigen Durchschnitt:
| Strafvollstreckung bzw. Vollstreckung (Verfahrenszahlen) |       |
| -------------------------------------------------------- | ----- |
| – Freiheitsstrafe ohne Bewährung (Haft) und              |       |
| – Freiheitsstrafe mit Bewährung                          | 244   |
| – Geldstrafe                                             | 1.382 |
| – Erzwingungshaft                                        | 834   |

## Unterbringung
Die Staatsanwaltschaft ist in Mosbach in einem historischen Gebäude untergebracht. 

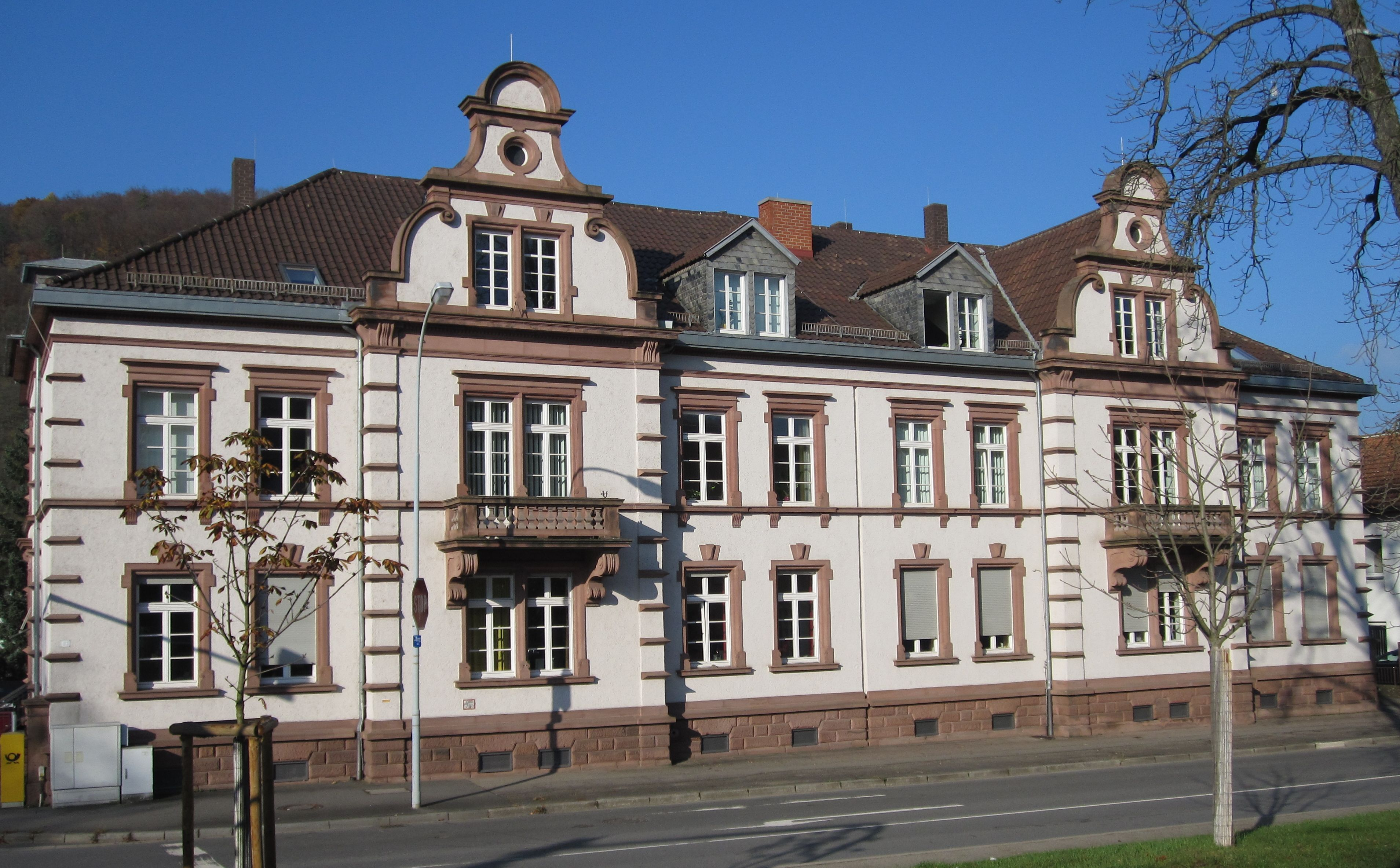
Ansicht des Gebäudes der Staatsanwaltschaft Mosbach in 74821 Mosbach, Hauptstraße 87–89.